# 도쿄 대공습 (드라마)
《도쿄 대공습》(일본어: 東京大空襲)은 2008년 3월 17일과 3월 18일에 오후 9시에서 11시 18분까지 방송된 NTV 창사 55주년 특별기획 드라마이다. 12월 26일에는 재편집된 스페셜 방송이 방송되었다.

## 등장 인물
- 호리키타 마키
- 후지와라 타츠야
- 에이타
- 시바모토 유키
- 키시타니 고로
- 쿠니나카 료코
- 우카지 타카시
- 쿄노 코토미
- 키시 케이코
- 나카무라 바이쟈쿠
- 쿠로타니 토모카
- 타카하시 죠지
- 이즈미야 시게루
- 모리모토 레오
- 요시유키 카즈코
- 오오타키 히데지
- 아사노 유코
- 타치 히로시